# Hunger Games (romanzo)
Hunger Games (The Hunger Games) è un romanzo fantascientifico distopico per ragazzi scritto da Suzanne Collins. Il primo libro della trilogia degli Hunger Games è stato originariamente pubblicato in edizione rilegata il 14 settembre 2008 da Scholastic. In Italia è uscito il 20 agosto 2009, edito da Mondadori. Il secondo libro della serie, La ragazza di fuoco (Catching Fire in inglese), è stato pubblicato in Italia il 2 novembre 2010. Il terzo e ultimo romanzo, Il canto della rivolta (The Mockingjay in inglese), uscito negli Stati Uniti il 24 agosto 2010, è stato pubblicato in Italia il 15 maggio 2012.
Il romanzo è ambientato in un Nord America postapocalittico. Protagonista è la sedicenne Katniss Everdeen, che vive nella nazione di Panem, divisa in 12 distretti e governata da un regime totalitario con sede a Capitol City. In seguito ad un fallito tentativo di rivolta, ogni anno da ciascun distretto vengono scelti un ragazzo e una ragazza per partecipare agli Hunger Games: un combattimento mortale trasmesso in televisione. La Collins ha dichiarato che l'idea per Hunger Games è stata conseguenza di un momento di zapping televisivo e che il servizio di suo padre nella guerra del Vietnam l'ha aiutata a comprendere le emozioni derivanti dalla paura di perdere una persona amata.
Il romanzo, negli Stati Uniti, è stato pubblicato successivamente in formato tascabile e in audiolibro, con la lettura di Carolyn McCormick. Inizialmente previsto con una tiratura di 200 000 copie, è stato per due volte promosso con altre 50 000 copie. Il romanzo è stato tradotto in 26 diverse lingue e i diritti di pubblicazione del medesimo sono stati venduti in più di 40 nazioni.
Il romanzo è stato ben accolto da vari critici e autori; Stephen King ne ha apprezzato l'efficace suspense, paragonando ai videogiochi arcade la sensazione di dipendenza che crea, ma ha criticato la pigrizia dell'autrice nella costruzione dell'usuale triangolo amoroso e in diversi aspetti della trama, sostenendo che un adulto non possa soprassedervi quanto un ragazzo. I critici hanno apprezzato l'azione e l'avventura, pur lamentandosi dell'inespresso potenziale allegorico del romanzo.

## Ispirazione e origine
Collins ha dichiarato che ha avuto l'idea per Hunger Games un giorno, mentre stava facendo zapping, quando il confine fra un reality show e le notizie di guerra ha iniziato ad apparire realmente difficile da stabilire.
Ha anche citato il mito greco di Teseo, nel quale la città di Atene era costretta a inviare giovani uomini e giovani donne a Creta per essere divorati dal Minotauro, quale ispirazione per la nazione di Panem. Suzanne ha anche dichiarato che storie simili l'avevano colpita sin da bambina, quando suo padre stava combattendo la guerra del Vietnam e lei era spaventata dal sapere che lui era lì.
L'idea di base, comunque, riporta a The Gladiators (Gladiatorerna, 1969), film televisivo svedese diretto da Peter Watkins, in cui, per impedire una Terza Guerra Mondiale e risolvere le loro divergenze, le superpotenze hanno deciso di introdurre gli International Peace Games, una micidiale battaglia combattuta tra piccole squadre di soldati adolescenti precettati da ogni nazione e trasmessa in TV in diretta mondiale come un qualsiasi popolare reality show.

## Trama
Il titolo del libro corrisponde al nome del "reality show" ambientato nell’immaginaria nazione di Panem, governata dal dispotico Presidente Snow, al quale partecipano un ragazzo ed una ragazza estratti a sorte da ciascuno dei dodici distretti di cui è composta la Nazione. Questi distretti, anni addietro, erano tredici e si erano ribellati al controllo della capitale di Panem, ovvero Capitol City, scatenando una rivolta. Alla fine, però, Capitol City prevalse: rase al suolo il tredicesimo distretto e, come conseguenza, per punire i 12 distretti rimasti, istituì gli Hunger Games, dei “giochi” nei quali 24 partecipanti devono uccidersi a vicenda su un terreno pieno di insidie e di trappole, finché uno solo rimane in vita.
Katniss Everdeen, la protagonista del romanzo, vive in povertà nel Distretto 12 ed è costretta ad andare a caccia di frodo insieme al suo migliore amico, Gale Hawthorne, perché i padri minatori di entrambi sono morti sul lavoro, nelle miniere di carbone, per colpa di un'esplosione. Ogni distretto è infatti specializzato nell'estrazione o produzione di oggetti che possono servire agli abitanti di Capitol City, i quali vivono nel lusso.
Ogni anno, gli abitanti dei distretti assistono ad una pubblica mietitura, cioè la scelta dei partecipanti al reality. In quel giorno, tutti i ragazzi compresi tra i dodici e i diciotto anni indossano il vestito migliore che possiedono e si presentano nella pubblica piazza della città, dove vengono registrati: i biglietti con i nomi dei candidati vengono inseriti in un contenitore dal quale poi avviene il sorteggio. Date le durissime condizioni di vita all'interno di alcuni distretti, gli abitanti dello stesso possono "acquistare" forniture di olio, grano e altri prodotti, aggiungendo ulteriori biglietti con il loro nome nel contenitore per l'estrazione. Katniss e Gale, per sfamare le loro famiglie, ne hanno dovuti inserire molti nel corso degli anni; tuttavia, la sorte vuole che, come concorrente donna del Distretto 12, sia scelta Primrose, sorella minore di Katniss, nonostante la ragazzina abbia un solo biglietto estraibile. Katniss decide allora di offrirsi come volontaria al suo posto. Assieme a lei viene scelto Peeta Mellark, figlio del fornaio locale, con il quale la ragazza ha avuto dei trascorsi (quando Katniss rimase orfana di padre, sua madre cadde in depressione e non si prese cura della famiglia, lasciando le figlie a morire di fame; Peeta donò due filoni di pane, bruciati appositamente, alla ragazza, per aiutarla a sopravvivere). Successivamente, i due giovani vengono portati in un luogo dove possono parlare per un'ultima volta con i propri cari. Katniss saluta così sua madre, la sorella, il migliore amico Gale e Madge, la figlia del sindaco, che le dona una spilla raffigurante una ghiandaia imitatrice come portafortuna; dopodiché, i due tributi salgono su un lussuoso treno ad alta velocità, diretto a Capitol City.
Sul treno, Katniss e Peeta hanno modo di parlare con Haymitch, vincitore di un'edizione passata degli Hunger Games, che dovrà aiutarli a prepararsi per i giochi e cercare sponsor disposti ad agevolare i due giovani. Gli sponsor, infatti, puntano sui giocatori più apprezzati dal pubblico e possono fornire prodotti durante il reality, che possono salvare la vita dei vari concorrenti (medicine, cibo, armi particolari ecc ecc...). Haymitch, però, non si dimostra molto interessato ad aiutarli: intrappolato nei ricordi dell'esperienza passata, si ubriaca in continuazione durante tutto il viaggio.
Alla fine, i tributi di ogni distretto giungono a Capitol City, dove alloggeranno in lussuosissimi appartamenti nei giorni che precedono il torneo.
Giunge la sera in cui i tributi sfilano sui carri per essere presentati ufficialmente al pubblico. A ciascun giocatore viene assegnato uno stilista, incaricato di curare la sua immagine per l'occasione. Cinna, lo stilista assegnato a Katniss, le fornisce un vestito ricoperto di fuoco sintetico, creato da lui stesso. Per questo motivo, Katniss viene soprannominata "la ragazza di fuoco".
La mattina dei tre giorni successivi, i ragazzi incontrano gli altri tributi in una sala dove potranno imparare, seppure in poco tempo, tutte le abilità che potranno aiutarli a sopravvivere durante il gioco (usare armi come coltelli e lance, ma anche riconoscere le bacche commestibili e stringere nodi). Katniss, di solito, cacciando di frodo, si serve dell'arco, ma decide di prediligere le tecniche di sopravvivenza durante il suo breve addestramento, al termine del quale ogni tributo mostrerà agli Strateghi, i gestori del gioco, cosa è capace di fare. Gli esami sono riservati e gli Strateghi non possono rivelare cosa succeda durante gli stessi. In base a ciò che il tributo farà veder loro, gli Strateghi gli assegneranno un punteggio, che va da 1 a 12 e che gli sponsor useranno per decidere su quale tributo investire, mentre i concorrenti lo useranno per farsi un'idea degli avversari più pericolosi. In questa occasione Katniss, innervosita dalla noncuranza degli Strateghi, che sembrano ignorarla, scaglia una freccia contro la loro cena, riuscendo a colpire una mela situata in bocca ad un maiale arrosto e ottenendo così un ottimo punteggio per la sua audacia.
Durante l'intervista che precede l'inizio vero e proprio dei giochi, in cui vengono concessi tre minuti a partecipante, Peeta dichiara il suo amore a Katniss davanti a tutta la Nazione, ma lei non gli crede e pensa che la sua sia solo una mossa commerciale per ottenere favori dal pubblico. Haymitch, però, le spiega che, grazie alla dichiarazione di Peeta, ora lei risulta appetibile agli occhi degli sponsor.
Gli Hunger Games si svolgono ogni anno in un'arena diversa, costruita ad hoc per l’occasione e circondata da un campo di forza che evita la fuga dei concorrenti: quell’anno si tratta di una radura situata vicina ad un lago e circondata dai boschi. I giocatori, all'arrivo, vengono portati in apposite stanze, dette "camere di lancio" (chiamate "recinti del bestiame" dai membri dei distretti: in pratica, il luogo in cui gli animali si trovano prima d'entrare nel mattatoio), dei luoghi costruiti sottoterra, subito sotto il terreno dell'arena. In seguito, la speciale pedana su cui si posiziona il tributo si solleva e infine sbuca nell'arena, che i tributi, gli abitanti dei distretti e di Capitol City vedono per la prima volta in assoluto.
Una volta dentro, i tributi devono aspettare sessanta secondi prima di partire, altrimenti le mine antiuomo disseminate tutt’attorno li faranno saltare in aria. Al centro esatto dell'arena è posizionata la Cornucopia, un gigantesco corno di metallo che contiene tantissimi oggetti utili alla sopravvivenza dei tributi, quali cibo, armi, utensili per accendere il fuoco, ecc ecc... Trascorsi i 60 secondi, molti concorrenti si gettano verso la Cornucopia, tra cui Katniss, nonostante fosse stata precedentemente avvisata dal suo mentore, Haymitch, di non avvicinarsi per evitare di essere uccisa nel cosiddetto “bagno di sangue”. Infatti, Katniss rischia di rimanere uccisa quando la ragazza del Distretto 2 le lancia addosso un paio di coltelli, uno dei quali colpisce il ragazzo del Distretto 9, che aveva attaccato Katniss. Uscendo indenne dallo scontro, la ragazza riesce a recuperare uno zainetto che contiene un telo di plastica, delle gallette di riso, delle strisce secche di carne, una borraccia vuota, una corda ed un filo metallico.
Il primo giorno muoiono 12 concorrenti, tra cui il ragazzo del Distretto 4, uno dei cosiddetti Favoriti, tributi provenienti dai distretti più ricchi (1, 2 e 4), che vengono preparati fin dalla nascita a partecipare agli Hunger Games. Dopo qualche giorno, per allontanarsi dal gruppo di Favoriti e sopravvivere, Katniss si spinge verso zone remote dell'arena, finendo molto lontana dagli altri concorrenti. Gli Strateghi scatenano così un furioso incendio, in modo tale da reindirizzarla verso gli altri tributi, nel quale la ragazza rimane ferita. Fortunatamente, Haymitch ha trovato degli sponsor e fa arrivare a Katniss una pomata per le ustioni con cui curarsi.
Successivamente, vagando per l'arena, Katniss incontra proprio il gruppo dei Favoriti e, per sfuggirgli, sale su un albero. In quel preciso momento, scopre che Peeta si è alleato con loro, che tuttavia meditano di ucciderlo dopo aver ucciso anche lei. Quando il gruppo si addormenta ai piedi dell’albero per tenere sott’occhio Katniss, quest’ultima vede Rue, il tributo femmina del Distretto 11, a pochi alberi di distanza da lei, la quale le indica un alveare di aghi inseguitori, insetti-ibridi creati in laboratorio da Capitol City che, con le loro punture, scatenano forti allucinazioni e, in casi estremi, la morte. Arrampicatasi fino al nido, Katniss sega con un coltello la base dell'alveare, facendolo cadere sul gruppo sottostante. Tutti fuggono in preda alle allucinazioni da puntura e Lux (nel film Glimmer), una delle Favorite, muore, assieme al tributo femmina del Distretto 4. Anche Katniss viene colpita dagli aghi inseguitori e pertanto deve affrontare i dolori e le allucinazioni causate dalle punture, ma Peeta riesce a farla fuggire, frapponendosi tra lei e Cato, il più pericoloso dei tributi Favoriti.
Al suo risveglio dallo stordimento causato dal veleno degli aghi inseguitori, Katniss scopre di essere stata soccorsa da Rue, con cui decide di allearsi. Insieme, le due ragazze escogitano un modo per mettere in difficoltà il gruppo dei Favoriti, decimando le loro provviste. Proprio da loro, Katniss scopre che Peeta è fuggito dai Favoriti ma che prima è stato ferito ad una gamba da Cato, che ormai lo dà per spacciato.
Poco dopo, in assenza della ragazza di fuoco, Rue rimane uccisa a causa del ragazzo del Distretto 2 e Katniss, dopo averla vendicata, canta per lei, ricoprendola di fiori di campo per poi darle l’ultimo saluto. Successivamente, viene dato l'annuncio secondo cui, a differenza delle passate edizioni, quell’anno potranno esserci due vincitori degli Hunger Games, ma solamente se appartengono allo stesso distretto. Katniss va quindi alla ricerca di Peeta e lo trova nascosto vicino al fiume, gravemente ferito ad una gamba. Decide dunque di fingersi innamorata di lui per ottenere il favore del pubblico e qualche medicina in cambio. La salute del ragazzo, però, sta peggiorando notevolmente e lei non ha idea di come curarlo. Opta quindi per nasconderlo in una grotta e prendersi cura di lui, andando a caccia e procurando cibo ad entrambi.
Dopo alcuni giorni, viene annunciato che nella Cornucopia verranno disposti alcuni oggetti indispensabili ai vari concorrenti ancora in gara. Katniss, allora, si reca sul posto, sperando di trovarvi una qualche medicina in grado di salvare Peeta e, dopo essere stata assalita da Clove, tributo femmina del Distretto 2, viene salvata da Thresh, tributo maschio proveniente dallo stesso distretto di Rue, che uccide Clove a colpi di pietra.
Lo scontro finale vedrà Cato contro Katniss e Peeta. Gli Strateghi conducono nell'arena alcuni ibridi-lupo dalle sembianze dei vari concorrenti morti. I tre ragazzi, per sfuggirgli, si rifugiano sulla cima della Cornucopia e lottano tra di loro. Katniss, alla fine, tira una freccia sulla mano di Cato, che stava lentamente soffocando Peeta, così il ragazzo cade di sotto e viene dilaniato dagli ibridi. Il gioco, però, non finisce, perché un improvviso annuncio revoca la precedente decisione di avere due vincitori. Allora Katniss, per non essere costretta ad uccidere Peeta, decide di utilizzare delle bacche velenose per togliersi la vita insieme al compagno. A quel punto, di fronte alla possibilità di rimanere senza un vincitore, Claudius Templesmith, lo storico presentatore degli Hunger Games, proclama la loro vittoria, fermandoli appena in tempo. I due ragazzi vengono quindi prelevati da un hovercraft di Capitol City, curati e rimessi in sesto per essere poi accolti dal pubblico festante della capitale.
Poco prima dell'ultima intervista, quella fatta da Caesar Flickerman ai vincitori, Haymitch avvisa Katniss del fatto che è in grave pericolo, poiché quelli di Capitol City sono furiosi per essere stati messi in ridicolo da lei quando ha tirato fuori quelle bacche velenose nell’arena. L'unica salvezza per la ragazza, da adesso in poi, sarà quella di fingersi perdutamente innamorata di Peeta e convincere tutta Panem del fatto che ha agito soltanto per amore e non per sfidare le autorità.

### I tributi e la mietitura
Per "tributi" si intende il gruppo di 12 ragazze e di 12 ragazzi tra i 12 e i 18 anni che partecipano annualmente agli Hunger Games. Capitol City preleva infatti un maschio ed una femmina da ognuno dei 12 distretti di Panem, in modo da dimostrare la superiorità della capitale sui distretti.
Ogni anno, il giorno della cosiddetta "mietitura" (4 luglio), ogni distretto installa nella propria piazza un palco, luci e telecamere, che permetteranno ad una persona mandata da Capitol City, tramite due contenitori, di estrarre i nomi dei tributi. Nei contenitori, uno per i ragazzi ed uno per le ragazze, ci sono dei foglietti con sopra scritto il nome di ognuno degli abitanti con età compresa fra i 12 e i 18 anni, indistintamente dal loro ceto sociale (nomine). Da questi contenitori vengono poi pescate due nomine dall'incaricato di Capitol City (per il distretto 12 Effie Trinket), uno per i maschi ed uno per le femmine: loro saranno i tributi che quell'anno il distretto invierà a Capitol City.
In teoria, nonostante ci debba essere un solo foglietto per ogni nome, che aumenta progressivamente col passare degli anni (es: a dodici anni un foglietto, a tredici due, ecc ecc...), spesso accade che alcuni partecipanti abbiano più nomine di quelle canoniche: ciò è dovuto al fatto che è possibile, al costo dell'inserimento di una nomina aggiuntiva, ottenere una tessera che dà diritto ad una piccola scorta annuale di cereali ed olio per una persona. A ciò consegue che, nei distretti più poveri (come il Distretto 11 es il 12), ci sono ragazzi con più di 20 nomine, dato che è possibile richiedere tessere anche per i propri familiari. Ad esempio, un ragazzo di 15 anni, oltre alle nomine che gli spettano obbligatoriamente, potrà chiedere una tessera per sé, per sua madre e per suo padre, e se ha fatto ciò dal primo anno d’iscrizione, contando che le tessere sono cumulative, alla mietitura dei suoi quindici anni, nel contenitore avrà 4 nomine che gli spettano di diritto, più 3 nomine per ogni anno d’iscrizione (il costo di tre tessere per 3 persone richieste ogni anno), che a soli quindici anni lo portano ad avere un totale di 16 nomine. Se continuerà a fare ciò ogni anno a seguire, per altri 3 anni, avrà quindi 28 nomine alla mietitura finale. Se sopravvivrà anche a questa mietitura, non potrà più ottenere tessere, dato che ormai, avendo 19 anni, non è più nella fascia di età utile agli Hunger Games. Questo sistema permette ai poveri un minimo di sussistenza, ma è anche molto rischioso.
I tributi provenienti dai distretti più ricchi (distretto 1, 2 e 4; nel film solo 1 e 2) vengono in genere definiti "favoriti". Nonostante vada contro una delle principali regole degli Hunger Games, i favoriti si allenano fin da piccoli nell'uso delle varie tecniche di combattimento ed uso delle armi, per poi andare volontari e vincere gli Hunger Games.

### Il viaggio
Dopo la mietitura, ai tributi viene lasciata circa un'ora per salutare i loro cari, poi i due ragazzi vengono caricati su un treno ad alta velocità, che in poco tempo li porterà a Capitol City. Sul treno, essi hanno diritto a ricchi pasti e comode sistemazioni, nello stile di vita degli abitanti della capitale. Inoltre, conoscono il loro mentore, cioè una persona del loro stesso distretto che ha vinto una passata edizione degli Hunger Games e che li aiuterà sia prima, nella preparazione fisica e nella presentazione davanti alle telecamere, che dopo. Il compito del mentore è infatti quello di concludere accordi con gli sponsor che permetteranno ai concorrenti di ricevere dei "regali", ovvero degli aiuti (che possono essere ad esempio cibo, armi o attrezzi vari), una volta entrati nell'arena.

### Preparazione estetica e la sfilata
Prima di iniziare il periodo di allenamento, i due tributi conoscono i loro rispettivi stilisti (uno per il ragazzo ed uno per la ragazza). Gli stilisti sono coloro che progetteranno e realizzeranno tutti gli abiti che i tributi utilizzeranno in occasioni mondane, come la sfilata d’apertura. La sfilata è l'evento che precede immediatamente l'inizio del periodo di allenamento. Consiste appunto in una sfilata dei 24 tributi, che si trovano su 12 carri. I tributi, in quest'occasione, vestono qualcosa che ricordi il loro distretto. Ad esempio, in genere, i tributi del Distretto 12 vestono tute da minatore (in quanto nel distretto 12 si estrae carbone). I carri su cui sfilano i tributi, infine, entrano nel Palazzo d'Addestramento.

### L'addestramento
L'addestramento consiste in 3 giorni di esercizi, seguiti da un esame condotto dagli Strateghi su ogni tributo.
Durante i tre giorni d'addestramento, i tributi possono passare per i vari stand ed allenarsi in qualunque cosa possa rivelarsi loro utile, assistiti da vari insegnanti. Sono presenti un gran numero di stand: corso sui nodi, corso sulle trappole, sull'uso delle armi (lance, coltelli, spade), ecc ecc.
Durante l'esame finale, ognuno dei tributi mostra agli Strateghi cosa è capace di fare. Gli esami sono riservati e gli Strateghi non possono rivelare cosa succeda durante gli stessi. In base a ciò che il tributo ha fatto veder loro, gli Strateghi gli assegnano un punteggio, che va da 1 a 12. Il punteggio, a differenza del resto, è pubblico. Gli sponsor lo usano per decidere su quale tributo investire e gli stessi tributi lo usano per farsi un'idea degli avversari più pericolosi. Però tutti sanno che il voto non è completamente attendibile: alcuni tributi nascondono le loro capacità volontariamente, per ottenere un voto più basso, che li faccia apparire più deboli e quindi bersagli non esattamente importanti. Talvolta, se gli Strateghi vogliono che un tributo debba morire per primo, gli assegnano un voto più alto.
A mezzogiorno, i tributi pranzano insieme: a volte si dividono in gruppi, ma la maggior parte dei ragazzi pranza in tavoli a sé stanti. La sera, invece, i tributi mangiano in privato con i loro mentori ed i loro stilisti. Una strategia ampiamente utilizzata è quella di utilizzare i giorni che precedono l'inizio degli Hunger Games per mangiare molto e mettere su peso.

### L'intervista
Il giorno precedente l'inizio vero e proprio degli Hunger Games, tutti i tributi si riuniscono nell'Anfiteatro di Capitol City e vengono intervistati da Caesar Flickerman, che cambia ogni anno il colore dei capelli, delle labbra e del trucco. Gli abiti, però, rimangono sostanzialmente uguali (uno smoking blu cosparso di lucine, in modo che sembri un cielo stellato).
Le interviste (ciascuna dura 3 minuti per tributo) sono molto utili: i tributi possono mettere in mostra il proprio carattere e tentare di accaparrarsi più sponsor possibili. Ad esempio, una persona molto solare e divertente potrebbe tendere a diventare molto simpatica al pubblico, per cui gli sponsor se ne accorgerebbero e potrebbero decidere di puntare su di lei. Allo stesso modo, una persona che mostra d'essere determinata e letale, potrebbe ricevere molti aiuti dagli sponsor. Una cosa da non sottovalutare è infatti l'impressione che il pubblico ha dei tributi: in fondo, gli Hunger Games sono pur sempre un reality-show.

### L'inizio
Il giorno dopo l'intervista, i tributi viaggiano verso l'arena. Al loro arrivo, vengono portati in luoghi dette "camere di lancio" (chiamate "recinti del bestiame" dai distretti: in pratica, il luogo in cui gli animali si trovano prima d'entrare nel mattatoio), che vengono costruiti sottoterra, subito sotto il terreno dell'arena. In seguito, la speciale pedana su cui si posiziona il tributo si solleva e infine sbuca nell'arena, che i tributi vedono per la prima volta. Parte quindi un timer, della durata di 60 secondi, durante il quale i tributi devono restare fermi sulle loro pedane: se tentano di uscirne, una serie di mine anti-uomo poste intorno alla pedana (poi disattivate allo scadere del timer) li ucciderà all'istante.
Ogni volta che un tributo muore, si sente un colpo di cannone, poi il volto del tributo morto appare nel cielo quella stessa notte.
Le pedane sono disposte in circolo intorno alla Cornucopia, una costruzione dorata della stessa forma dell'oggetto omonimo, che contiene vari utensili: tende, fiammiferi, armi e simili. Intorno alla Cornucopia sono disposti altri oggetti, di valore via via decrescente man mano che ci si allontana. Sono due, le strategie più frequenti utilizzate all'inizio dei giochi:
- Corsa verso la Cornucopia: il tributo, appena passano i 60 secondi, corre velocemente verso la Cornucopia per tentare d'ottenere gli oggetti migliori. È una strategia molto rischiosa, in quanto il tributo che l'attua si dirige verso un luogo di alto interesse ed è quindi probabile che debba combattere e possa essere ucciso dagli altri tributi che vogliono prendere gli oggetti dalla bocca della Cornucopia. Il risultato è un bagno di sangue, in cui spesso molti tributi restano uccisi fin da subito.
- Fuga: il tributo si allontana il più velocemente possibile dalla Cornucopia. In questo modo, anche se può raccogliere solo oggetti di scarso valore, può distanziarsi il più possibile dalla zona in cui i tributi combattono tra di loro per accaparrarsi gli oggetti vicini alla Cornucopia, il che fa guadagnare tempo e allontana il rischio di essere già uccisi.

## Riconoscimenti
Hunger Games ha ricevuto numerosi premi e riconoscimenti, incluso l'essere citato come USA Today e New York Times best seller.
È stato nominato anche quale uno dei migliori libri dell'anno da Publishers Weekly nel 2008 e uno dei più interessanti libri per ragazzi del 2008 dal New York Times.
Il libro è rimasto nella lista dei best seller del New York Times per 92 settimane, sino al 27 giugno 2010.
Hunger Games è anche stato insignito del premio "2008 Cybil Winner" per i libri fantasy e di fantascienza. È inoltre stato uno dei migliori libri del 2008 secondo School Library Journal e una Booklist Editors' Choice nel 2008.

## Adattamento cinematografico
Lions Gate Entertainment ha acquistato i diritti di distribuzione mondiale per un adattamento cinematografico del libro; il film omonimo è prodotto dalla Color Force di Nina Jacobson. L'autrice ha adattato il romanzo al film personalmente, e il suo script è stato revisionato dallo sceneggiatore Billy Ray. È stato anticipato che sarà indicato come PG-13.
Il film è stato diretto da Gary Ross con Jennifer Lawrence nel ruolo di Katniss, Josh Hutcherson nel ruolo di Peeta, e Liam Hemsworth nel ruolo di Gale. La produzione è iniziata verso tarda primavera 2011 e il film è stato distribuito il 23 marzo 2012 negli Stati Uniti e il 1º maggio 2012 in Italia. Il sequel della serie, diretto da Francis Lawrence, è uscito il 22 novembre 2013 negli Stati Uniti e il 27 in Italia. Il weekend di apertura del film ha riscontrato un incasso pari a circa 158 milioni di dollari in Nord America.

## Edizioni
- Suzanne Collins, Hunger Games, traduzione di Fabio Paracchini con la collaborazione di Simona Brogli, Milano, Mondadori, 2009, ISBN 978-88-04-59410-9.
- Suzanne Collins, Hunger Games, traduzione di Fabio Paracchini con la collaborazione di Simona Brogli, Milano, Oscar Mondadori, 2013, ISBN 978-88-04-63223-8.